# Quốc Oai, Đạ Huoai
Quốc Oai là một xã thuộc huyện Đạ Huoai, tỉnh Lâm Đồng, Việt Nam.

## Địa lý
Xã Quốc Oai có diện tích 86,33 km², dân số năm 2022 là 4.650 người, mật độ dân số đạt 53 người/km².

## Hành chính
Xã Quốc Oai được chia thành 6 thôn: Đạ Nhar, Hà Lâm, Hà Mỹ, Hà Oai, Hà Phú, Hà Tây.

## Lịch sử
Ngày 6 tháng 6 năm 1986, Hội đồng Bộ trưởng ban hành:
- Quyết định số 67-HĐBT[1] về việc thành lập xã Quốc Oai thuộc huyện Đạ Huoai trên cơ sở 9.000 hécta đất và 2.302 nhân khẩu của xã Hà Đông.
- Quyết định số 68-HĐBT[4] về việc chuyển xã Quốc Oai thuộc huyện Đạ Huoai về huyện Đạ Tẻh mới thành lập quản lý.

Ngày 21 tháng 1 năm 2020, HĐND tỉnh Lâm Đồng ban hành Nghị quyết số 166/NQ-HĐND về việc:
- Đổi tên Thôn 1 thành thôn Hà Lâm.
- Đổi tên Thôn 2 thành thôn Hà Oai.
- Thành lập thôn Hà Tây trên cơ sở một phần Thôn 3 và Thôn 4.
- Thành lập thôn Hà Mỹ trên cơ sở phần còn lại của Thôn 3 và Thôn 6.
- Đổi tên Thôn 5 thành thôn Hà Phú.

Ngày 24 tháng 10 năm 2024, Ủy ban Thường vụ Quốc hội ban hành Nghị quyết số 1245/NQ-UBTVQH15 về việc sắp xếp đơn vị hành chính cấp huyện, cấp xã của tỉnh Lâm Đồng giai đoạn 2023 – 2025 (nghị quyết có hiệu lực từ ngày 1 tháng 12 năm 2024). Theo đó, sáp nhập xã Quốc Oai thuộc Đạ Tẻh vào huyện Đạ Huoai.